# Ferdeség
Az X valószínűségi változó ferdesége vagy ferdeségi együtthatója lényegében azt fogalmazza meg, hogy mennyire nem szimmetrikus a valószínűségi változó eloszlása. A precíz matematikai megfogalmazás a következő: az m várható értékű X valószínűségi változó ferdesége az
kifejezés értékével egyenlő, ahol E[·] a várható értéket jelöli. Úgy is megfogalmazhatjuk, hogy a ferdeség a harmadik centrális momentum és a szórás köbének a hányadosa.
A ferdeség jelölését illetően nem egységes a magyar szakirodalom. Szokták β1-gyel és γ1-gyel is jelölni.
Szemléletesen úgy lehet jellemezni ezt a mutatót, hogy
- ha a szimmetrikushoz képest jobbra "nyúlik el" az eloszlás sűrűségfüggvénye, akkor β1 > 0,
- ha balra, akkor β1 < 0,
- ha pedig szimmetrikus az eloszlás, akkor β1 = 0 teljesül.